# Ratpenat cuallarg bicolor
El ratpenat cuallarg bicolor (Mops jobimena) és una espècie de ratpenat de la família dels molòssids.

## Distribució i hàbitat
Es tracta d'una espècie endèmica de Madagascar, on viu a la part occidental de l'illa de nord a sud. És sabut que viu en boscos espinosos o caducifolis secs entre 50 i 870 metres sobre el nivell del mar. Tot i que nous estudis podrien revelar que està més estesa del que actualment es creu, encara no s'ha registrat en alguns llocs amb coves de pedra calcària extenses, on seria d'esperar la seva presència, basant-se en la preferència d'hàbitat i distribució.